# Altor Equity Partners
Altor Equity Partners AB er en svensk kapitalfond med hovedsæde i Stockholm. Kapitalfonden blev etableret i 2003. Blandt stifterne var den svenske forretningsmand Harald Mix. Virksomheden investerer primært i middelstore nordiske virksomheder.

## Virksomheder ejet helt eller delvist af Altor
- Ålö AB
- Apotek Hjärtat
- AGR
- Byggmax
- Carnegie Investment Bank
- Dustin
- Euro Cater
- Ferrosan Medical Devices
- Helly Hansen
- Haarslev Industries
- PaloDEx
- Papyrus
- Relacom
- Åkersgruppen
- E.ON ES
- Wrist Group
- Hamlet Protein